# Sultan Hatun
Sultan Hatun (en turco otomano: سلطان خاتون, "reina" o "matriarca") fue la décima esposa del sultán Bayezid II del Imperio Otomano.
El título completo era: Devletlu İsmetlu Sultan Hatun Aliyyetü'ş-Şân Hazretleri

## Vida
sobre Sultan Hatun no hay mucha información, lo único que se sabe de ella es que era hija de Emir Bey, Emir de Amasya. Sultan Hatun se casó con Bayazid en Amasya. Juntos tuvieron cinco hijas:
- Selçuk Sultan, casado en 1485 con Damat Mehmed Bey, hijo de Damat Kara Mustafa Paşa
- Ílaldi Sultan, se casó con Damat Ahmed Paşa
- Şah Sultan
- Hümasah Sultan, se casó con Damat Adaliali Bali Paşa
- Meliha Sultan